# Roberto Ferreiro
Roberto Oscar Ferreiro (* 25. April 1935 in Buenos Aires; † 20. April 2017) war ein argentinischer Fußballspieler und späterer -trainer, der als Spieler mit der Nationalmannschaft seines Heimatlandes an der Fußball-Weltmeisterschaft 1966 teilnahm.

## Karriere

### Verein
Roberto Ferreiro spielte die meiste Zeit seiner Karriere bei CA Independiente aus dem bonarenser Vorort Avellaneda. Zwischen 1958 und 1967 machte er für Independiente 221 Spiele in der Primera División, der höchsten Spielklasse im argentinischen Fußball, ein Torerfolg gelang ihm dabei jedoch nicht. Während seiner Zeit bei Independiente gewann Roberto Ferreiro dreimal die argentinische Meisterschaft. Beim ersten Titelgewinn 1960 belegte die Mannschaft um Ferreiro, Raúl Bernao und David Acevedo in der Primera División den ersten Platz mit zwei Punkten Vorsprung auf CA River Plate. Der zweite Gewinn der argentinischen Meisterschaft gelang Roberto Ferreiro mit Independiente drei Jahre später im Jahre 1963, als nach Ablauf aller Spieltage der erste Rang in der Tabelle mit zwei Zählern erneut vor River Plate erreicht werden konnte. Auch nach Einführung der zweigleisigen Saison mit Campeonato Metropolitano und Campeonato Nacional blieb Independiente erfolgreich und errang im Nacional-Wettbewerb 1967 wieder die Meisterschaft mit zwei Punkten Vorsprung vor Estudiantes de La Plata. Dies blieb der letzte Titelgewinn für Roberto Ferreiro mit Independiente, er verließ den Verein im Jahr darauf und schloss sich CA River Plate an, wo er bis 1970 drei weitere Jahre Fußball spielte und 86 Ligaspiele für den Verein aus der Hauptstadt Buenos Aires absolvierte. 1971 spielte er noch ein weiteres Jahr für CD Los Millonarios in Kolumbien und erzielte in Bogotá die ersten beiden Ligatore seiner Karriere, wobei er es nur auf zehn Spiele für Millonarios brachte.
Auch auf internationaler Ebene war Roberto Ferreiro mit CA Independiente erfolgreich. Die Copa Campeones de América 1964 konnte von den Spielern von Trainer Manuel Giudice siegreich gestaltet werden. Dabei schaltete Independiente zunächst in der Vorrunde Los Millonarios und den peruanischen Vertreter Alianza Lima aus und besiegte im Halbfinale den Vorjahressieger FC Santos um Weltstar Pelé. Im Hinspiel des Finales erreichte Independiente im Estadio Centenario von Montevideo ein torloses Remis gegen Nacional Montevideo und gewann das Rückspiel in Avellaneda mit 1:0, wodurch Independiente erstmals die Copa Libertadores gewann. Roberto Ferreiro stand in beiden Finalspielen auf dem Platz und trug in der Verteidigung seinen Teil dazu bei, dass Independiente in beiden Spielen kein Gegentor zuließ. 1965 wurde die Copa Campeones de América in Copa Libertadores umbenannt und Independiente konnte die erste Saison unter neuem Namen gewinnen. Im Finale war man gegen CA Peñarol, wieder aus Uruguay, siegreich. Nach einem Sieg im Estadio Almirante Cordero zu Avellaneda und einer Niederlage in Centenario musste ein Entscheidungsspiel angetreten werden, das von Independiente in Santiago de Chile mit 4:1 gewonnen wurde. Roberto Ferreiro spielte bei allen drei Spielen des Finals. Durch die beiden Siege in der Copa Libertadores waren Ferreiro und Independiente auch teilnahmeberechtigt am Fußball-Weltpokal. Bei beiden Teilnahmen verlor man gegen den Sieger des Europapokals der Landesmeister, der jeweils Inter Mailand hieß.
Nach Ende seiner Zeit als Spieler wurde Roberto Ferreiro Fußballtrainer. Er coachte unter anderem seinen alten Verein CA Independiente, mit dem er 1974 die Copa Libertadores gewann und im gleichen Jahr auch den Weltpokal.

### Nationalmannschaft
In der argentinischen Fußballnationalmannschaft wurde Roberto Ferreiro insgesamt 20 Mal eingesetzt. Von Nationaltrainer Juan Carlos Lorenzo wurde er ins Aufgebot für die Fußball-Weltmeisterschaft 1966 berufen. Bei dem Turnier in England wurde Ferreiro in allen vier Spielen seiner Mannschaft eingesetzt. Die mit überaus hartem Spiel agierenden Argentinier erreichten im Verlauf der Weltmeisterschaft das Viertelfinale, nachdem man in der Vorrunde den zweiten Platz hinter Deutschland und vor Spanien und der Schweiz belegt hatte. In der Runde der letzten acht Mannschaften schied Argentinien dann gegen Gastgeber England, den späteren Fußball-Weltmeister, aus. Das Viertelfinale gegen England war zugleich das letzte Länderspiel von Roberto Ferreiro.

## Erfolge
CA Independiente
- Argentinischer Meister: 1960, 1963, 1967
- Copa-Libertadores-Sieger: 1964, 1965
- Weltpokalsieger: 1973